# Orwellion occidentalis
Orwellion occidentalis är en skalbaggsart som först beskrevs av Giesbert och Hovore 1976.  Orwellion occidentalis ingår i släktet Orwellion och familjen långhorningar. Inga underarter finns listade i Catalogue of Life.